# Mammillaria polyedra
Mammillaria polyedra ist eine Pflanzenart aus der Gattung Mammillaria in der Familie der Kakteengewächse (Cactaceae). Das Artepitheton polyedra bedeutet ‚vielflächig‘.

## Beschreibung
Mammillaria polyedra wächst zuerst einzeln, später Gruppen bildend. Die tiefgrünen Triebe sind kugelig bis kurz zylindrisch geformt. Sie werden bis zu 30 Zentimeter hoch mit einem Durchmesser von 10 bis 12 Zentimeter. Die pyramidal geformten Warzen haben sechs bis sieben Seiten. Sie führen reichlich Milchsaft. Die Axillen sind mit Wolle und Borsten besetzt. Mitteldornen fehlen vollständig. Die 4 bis 6 Randdornen sind gerade, bräunlich gelb mit purpurner Spitze. Sie werden 0,6 bis 2,5 Zentimeter lang, wobei die obersten immer die kräftigsten und längsten sind.
Die rosa farbenen Blüten sind bis zu 2,5 Zentimeter lang. Die breiten, keuligen Früchte sind rot. Sie enthalten braune Samen.

## Verbreitung, Systematik und Gefährdung
Mammillaria polyedra ist in den mexikanischen Bundesstaaten Guerrero, Oaxaca und Puebla verbreitet.
Die Erstbeschreibung erfolgte 1832 als durch Carl Friedrich Philipp von Martius. Nomenklatorische Synonyme sind Cactus polyedrus (Mart.) Kuntze (1891) und Neomammillaria polyedra (Mart.) Britton & Rose (1923).
In der Roten Liste gefährdeter Arten der IUCN wird die Art als „Least Concern (LC)“, d. h. als nicht gefährdet geführt.

## Nachweise